# Горголь
Горголь (Куркул; араб. كركول‎, фр. Gorgol) — область на юге Мавритании.
- Административный центр — город Каэди.
- Площадь — 13 600 км², население — 248 980 человек (2000 год).

## География
На северо-западе граничит с областью Бракна, на северо-востоке с областью Ассаба, на юго-востоке с областью Кудимага, на юго-западе с Сенегалом по реке Сенегал. Подавляющее большинство территории этого вилайята Мавритании относится к субсахарской африканской этногеографической области, будучи именуемой как Чемама. Большая часть этнотопонимики населенных пунктов африканская субсахарского характера. Но несмотря на это в основной африканской части вилайата Горголь тоже есть продолжение южносахарской природы - пески южной сахары довольно слабо но очень сильно быстро проникают все дальше и дальше в более южные области. Довольно немало местных оазисов.

## Административно-территориальное деление
Область делится на 4 департамента:
- Каэди (Kaedi)
- Мбут (M’Bout)
- Магама (Maghama)
- Монгель (Monguel)